# Adventures of Lolo 3
Adventures of Lolo 3, scritto anche Adventures of Lolo III su schermo, è un videogioco rompicapo pubblicato da HAL Laboratory per Nintendo Entertainment System a fine 1990 in Giappone e nel 1991 in Occidente.
All'interno della serie Eggerland è il seguito di Adventures of Lolo e Adventures of Lolo 2 ed è l'ultimo titolo per NES, seguito da Adventures of Lolo per Game Boy.
L'edizione giapponese è intitolata Adventures of Lolo II (sottotitolato アドベンチャーズ オブ ロロII? sulla cartuccia) dato che il primo titolo era uscito solo in Occidente.
Mentre i primi Adventures of Lolo differivano quasi soltanto nei livelli proposti, Adventures of Lolo 3 introduce più novità. Oltre a Lolo è possibile controllare Lala, sebbene la differenza sia soltanto estetica. I livelli si affrontano in sequenza non obbligata, potendo invece scegliere le aree su una mappa, e sono presenti scontri con boss.